# Tipasodes rhodias
Tipasodes rhodias är en fjärilsart som beskrevs av Turner 1908. Tipasodes rhodias ingår i släktet Tipasodes och familjen nattflyn. Inga underarter finns listade i Catalogue of Life.